# Palmarès et statistiques d'Andy Murray
L'article palmarès et statistiques d'Andy Murray traite des différents résultats obtenus par Andy Murray, joueur de tennis britannique (Écosse).

## Principaux moments
En août 2008, Murray remporte son premier Masters 1000 de sa carrière en s'imposant à Cincinnati en battant notamment Novak Djokovic en finale. Par la même occasion il intègre le Top 5 pour la première fois de sa carrière. Il remporte son second Masters 1000 la même année à Madrid en battant Roger Federer et Andy Roddick. Il atteint la première finale d'un Grand Chelem de sa carrière à l'US Open où il s'incline face à Roger Federer. Il finit l'année à la 4e place mondiale.
Entre 2009 et 2011, Andy Murray remporte six nouveaux Masters 1000 en s'adjugeant notamment pour la première fois Miami, deux fois Shanghai en 2010 et 2011 , la Rogers Cup sur deux saisons (Montréal et Toronto) mais également Cincinnati une nouvelle fois. Il atteint la finale deux années de suite de l'Open d'Australie en 2010 et 2011 et les demi-finales des trois autres Grand Chelem. Durant ces trois saisons il finit à la 4e place mondiale.
En 2012, il atteint la finale de Wimbledon pour la première fois de sa carrière mais s'incline en finale face à Roger Federer. Un mois plus tard, il réussit l'exploit de remporter la médaille d'or Olympique à domicile, sur les terrains de Wimbledon, en battant en finale Roger Federer. En septembre, il remporte son premier titre du Grand Chelem à l'US Open contre Novak Djokovic après quatre finales perdues dans cette catégorie. Il finit l'année à la 3e place mondiale.
En 2013, il confirme en Grand Chelem en remportant pour la première fois Wimbledon et en étant le premier Britannique depuis 1936 à remporter le titre Londonien. Il atteint également la finale de l'Open d'Australie et remporte le Masters de Miami pour la seconde fois de sa carrière. En septembre il décide de se faire opérer du dos et met un terme à sa saison en terminant à la 4e place mondiale.
2014 est une année en dent de scie pour Andy Murray qui peine à retrouver son niveau des années précédentes. Il n'atteint la finale d'aucun tournoi Majeurs et ne remporte que quelques tournois mineurs. Il termine l'année à la 4e place mondiale.
En 2015, il remporte ses premiers titres ATP sur terre battue dont le Masters de Madrid pour la première fois de sa carrière. Il remporte également pour la troisième fois la Rogers Cup et atteint la finale de l'Open d'Australie. Son exploit est de remporter la Coupe Davis après que son pays ait attendu 79 ans pour voir un tel sacre. Il finit l'année à la seconde place mondiale.
En 2016, Murray remporte pour la seconde fois de sa carrière Wimbledon mais également devient le seul joueur à détenir et remporter deux fois de suite l'or Olympique. Par ailleurs en atteignant la finale de Roland Garros il devient un des rares joueurs de l'Histoire du tennis à avoir au moins joué une fois la finale des quatre Grand Chelem. Il remporte pour la première fois de sa carrière le Masters de fin d'année et remporte 3 Masters 1000 sur une saison chose qu'il n'avait jamais réussi (Rome pour la première fois, Shanghai pour la troisième fois et Paris-Bercy pour la première fois). Avec neuf titres remportés en 2016, il finit l'année à la première place mondiale.
En 2017, touché par une blessure à la hanche il décide d'écourter sa saison et ne remporte qu'un seul titre mineur.
En 2018, après un retour écourté en Australie, il décide de se faire opérer et de revenir pour la saison sur gazon. Il ne participe qu'à quelques tournois à partir de juin et décide de mettre un terme à sa saison durant la tournée asiatique.
En 2019, après un nouveau retour écourté en Australie, il rejoue durant la tournée américaine sans remporter de match en simple. Il remporte quelques rencontres durant la tournée asiatique puis son premier tournoi depuis plus de deux ans à Anvers.

## Palmarès
Tableau mis à jour le 19 novembre 2022.
| Année                                         | 2005     | 2006     | 2007     | 2008  | 2009               | 2010               | 2011               | 2012               | 2013               | 2014               | 2015               | 2016               | 2017               | 2018               | 2019               | 2020               | 2021               | 2022               | V-D en carrière | % Victoire |
| --------------------------------------------- | -------- | -------- | -------- | ----- | ------------------ | ------------------ | ------------------ | ------------------ | ------------------ | ------------------ | ------------------ | ------------------ | ------------------ | ------------------ | ------------------ | ------------------ | ------------------ | ------------------ | --------------- | ---------- |
| Grand Chelem                                  |          |          |          |       |                    |                    |                    |                    |                    |                    |                    |                    |                    |                    |                    |                    |                    |                    |                 |            |
| Open d'Australie                              | NQ       | 1T       | HF       | 1T    | HF                 | F                  | F                  | DF                 | F                  | QF                 | F                  | F                  | HF                 | A                  | 1T                 | A                  | A                  | 1T                 | 49-14           | 78 %       |
| Roland-Garros                                 | NQ       | 1T       | A        | 3T    | QF                 | HF                 | DF                 | QF                 | A                  | DF                 | DF                 | F                  | DF                 | A                  | A                  | 1T                 | A                  | A                  | 39-11           | 78 %       |
| Wimbledon                                     | 3T       | HF       | A        | QF    | DF                 | DF                 | DF                 | F                  | V                  | QF                 | DF                 | V                  | QF                 | A                  | A                  | N/O                | 3T                 | 2T                 | 60-12           | 83 %       |
| US Open                                       | 2T       | HF       | 3T       | F     | HF                 | 3T                 | DF                 | V                  | QF                 | QF                 | HF                 | QF                 | A                  | 2T                 | A                  | 2T                 | 1T                 | 3T                 | 48-15           | 76 %       |
| Ratio TP                                      | 0 / 2    | 0 / 4    | 0 / 2    | 0 / 4 | 0 / 4              | 0 / 4              | 0 / 4              | 1 / 4              | 1 / 3              | 0 / 4              | 0 / 4              | 1 / 4              | 0 / 3              | 0 / 1              | 0 / 1              | 0 / 2              | 0 / 2              | 0 / 3              | 3 / 55          |            |
| Total Grand Chelem VD                         | 3-2      | 6-4      | 5-2      | 12-4  | 15-4               | 16-4               | 21-4               | 22-3               | 17-2               | 17-4               | 19-4               | 23-3               | 12-3               | 1-1                | 0-1                | 1-2                | 2-2                | 4-3                | 196-52          | 79,0 %     |
| Masters                                       |          |          |          |       |                    |                    |                    |                    |                    |                    |                    |                    |                    |                    |                    |                    |                    |                    |                 |            |
| Masters Cup                                   | NQ       | NQ       | NQ       | DF    | RR                 | DF                 | RR                 | DF                 | A                  | RR                 | RR                 | V                  | NQ                 | NQ                 | NQ                 | NQ                 | NQ                 | NQ                 | 16-11           | 59 %       |
| Représentation nationale                      |          |          |          |       |                    |                    |                    |                    |                    |                    |                    |                    |                    |                    |                    |                    |                    |                    |                 |            |
| Jeux olympiques                               | Non tenu | Non tenu | Non tenu | 1T    | Non tenu           | Non tenu           | Non tenu           | V                  | Non tenu           | Non tenu           | Non tenu           | V                  | Non tenu           | Non tenu           | Non tenu           | Non tenu           | Fft                | Non tenu           | 12-1            | 92 %       |
| Coupe Davis                                   | PO       | PO       | PO       | 1T    | PO                 | A                  | PO                 | A                  | PO                 | QF                 | V                  | DF                 | A                  | A                  | DF                 | N/O                | A                  | A                  | 31-3            | 91 %       |
| Masters Series (jusqu'en 2008) / Masters 1000 |          |          |          |       |                    |                    |                    |                    |                    |                    |                    |                    |                    |                    |                    |                    |                    |                    |                 |            |
| Indian Wells                                  | A        | 2T       | HF       | F     | QF                 | 2T                 | 2T                 | QF                 | HF                 | HF                 | DF                 | 3T                 | 2T                 | A                  | A                  | N/O                | 3T                 | 2T                 | 28-14           | 67 %       |
| Miami                                         | A        | 1T       | DF       | 2T    | V                  | 2T                 | 2T                 | F                  | V                  | QF                 | F                  | 3T                 | A                  | A                  | A                  | N/O                | A                  | 2T                 | 29-10           | 74 %       |
| Monte-Carlo                                   | A        | 1T       | A        | HF    | DF                 | 2T                 | DF                 | QF                 | HF                 | A                  | A                  | DF                 | HF                 | A                  | A                  | N/O                | A                  | A                  | 15-9            | 63 %       |
| Hambourg puis Madrid                          | A        | 2T       | 1T       | HF    | QF                 | QF                 | HF                 | A                  | QF                 | HF                 | V                  | F                  | HF                 | A                  | A                  | N/O                | A                  | HF                 | 23-10           | 70 %       |
| Rome                                          | A        | 1T       | 1T       | 2T    | 2T                 | HF                 | DF                 | HF                 | QF                 | QF                 | HF                 | V                  | 2T                 | A                  | A                  | A                  | A                  | A                  | 14-10           | 58 %       |
| Montreal / Toronto                            | A        | A        | 2T       | QF    | V                  | V                  | 2T                 | HF                 | HF                 | QF                 | V                  | A                  | A                  | A                  | A                  | N/O                | A                  | 1T                 | 26-7            | 79 %       |
| Cincinnati                                    | 2T       | QF       | 1T       | V     | DF                 | QF                 | V                  | HF                 | QF                 | QF                 | DF                 | F                  | A                  | 1T                 | 1T                 | HF                 | 2T                 | 2T                 | 35-15           | 70 %       |
| Madrid puis Shanghai                          | A        | HF       | HF       | V     | A                  | V                  | V                  | F                  | A                  | HF                 | DF                 | V                  | A                  | A                  | 2T                 | N/O                | N/O                | N/O                | 32-6            | 84 %       |
| Paris                                         | A        | HF       | QF       | QF    | HF                 | QF                 | QF                 | HF                 | A                  | QF                 | F                  | V                  | A                  | A                  | A                  | A                  | 1T                 | 1T                 | 21-11           | 66 %       |
| Ratio TP                                      | 0 / 1    | 0 / 8    | 0 / 8    | 2 / 9 | 2 / 8              | 2 / 9              | 2 / 9              | 0 / 8              | 1 / 7              | 0 / 8              | 2 / 8              | 3 / 8              | 0 / 4              | 0 / 1              | 0 / 2              | 0 / 1              | 0 / 3              | 0 / 6              | 14 / 108        |            |
| Total Masters 1000 VD                         | 1-1      | 12-9     | 13-8     | 22-7  | 25-6               | 20-7               | 18-7               | 12-7               | 15-6               | 15-8               | 30-5               | 27-5               | 2-4                | 0-1                | 1-2                | 2-1                | 3-3                | 5-5                | 223-92          | 70,8 %     |
| Statistiques en carrière                      |          |          |          |       |                    |                    |                    |                    |                    |                    |                    |                    |                    |                    |                    |                    |                    |                    |                 |            |
| Total V-D Dur                                 | 7-4      | 27-15    | 36-12    | 43-10 | 47-6               | 34-12              | 35-8               | 35-10              | 26-5               | 43-14              | 42-12              | 48-6               | 12-3               | 6-3                | 10-7               | 3-3                | 12-12              | 17-16              | 483-157         | 75,5 %     |
| Total V-D Gazon                               | 5-3      | 9-4      | 2-0      | 8-1   | 10-1               | 6-2                | 9-1                | 12-2               | 12-0               | 5-2                | 12-1               | 12-0               | 4-2                | 1-2                | 0-0                | 0-0                | 3-2                | 7-3                | 117-26          | 81,8 %     |
| Total V-D Moquette                            | 2-1      | 1-2      | 5-0      | 0-0   | Surface abandonnée | Surface abandonnée | Surface abandonnée | Surface abandonnée | Surface abandonnée | Surface abandonnée | Surface abandonnée | Surface abandonnée | Surface abandonnée | Surface abandonnée | Surface abandonnée | Surface abandonnée | Surface abandonnée | Surface abandonnée | 8-3             | 72,7 %     |
| Total V-D Terre                               | 0-2      | 4-5      | 0-2      | 7-5   | 9-4                | 6-4                | 12-4               | 9-4                | 5-3                | 11-4               | 17-1               | 18-3               | 9-5                | 0-0                | 0-0                | 0-1                | 0-0                | 2-0                | 109-47          | 69,9 %     |
| Total Victoires-Défaites                      | 14-10    | 40-25    | 43-14    | 58-16 | 66-11              | 46-18              | 56-13              | 56-16              | 43-8               | 59-20              | 71-14              | 78-9               | 25-10              | 7-5                | 10-7               | 3-4                | 16-14              | 26-19              | 717-233         | 717-233    |
| % de victoires                                | 58 %     | 61 %     | 75 %     | 78 %  | 85 %               | 72 %               | 81 %               | 78 %               | 84 %               | 75 %               | 83 %               | 90 %               | 71 %               | 58 %               | 59 %               | 43 %               | 53 %               | 58 %               | 75,5 %          | 75,5 %     |
| Classement en fin d'année                     | 65       | 17       | 11       | 4     | 4                  | 4                  | 4                  | 3                  | 4                  | 6                  | 2                  | 1                  | 16                 | 240                | 125                | 122                | 134                | 49                 |                 |            |

A - absent ou forfait du tournoi.

NQ - non qualifié.

1T, 2T, 3T - premier, deuxième et troisième tour; HF - huitièmes de finale ; QF - quarts de finale ; DF - demi-finale ; F - finale ; V - vainqueur.

NMS - tournoi n'étant ni un ATP Masters Series 1000 ni un ATP Masters Series.

PO - Play off.

### Titres en simple (46)
| Catégorie \ Surface               | Dur | Terre | Gazon | Synthé | Total |
| Grand Chelem                      | 1   | 0     | 2     | —      | 3     |
| Jeux olympiques                   | 1   | —     | 1     | —      | 2     |
| Masters                           | 1   | —     | —     | —      | 1     |
| Masters 1000                      | 12  | 2     | —     | —      | 14    |
| ATP 500                           | 7   | 0     | 2     | —      | 9     |
| ATP 250                           | 12  | 1     | 3     | 1      | 17    |
| Total                             | 34  | 3     | 8     | 1      | 46    |
| — : aucune participation ; record |     |       |       |        |       |

| No | Date       | Nom et lieu du tournoi                                 | Catégorie      | Surface         | Finaliste             | Score                     |          |
| -- | ---------- | ------------------------------------------------------ | -------------- | --------------- | --------------------- | ------------------------- | -------- |
| 1  | 13/02/2006 | SAP Open, San José                                     | Int' Series    | Dur (int.)      | Lleyton Hewitt        | 2-6, 6-1, 7-63            | Parcours |
| 2  | 18/02/2007 | SAP Open, San José                                     | Int' Series    | Dur (int.)      | Ivo Karlović          | 63-7, 6-4, 7-62           | Parcours |
| 3  | 28/10/2007 | St. Petersburg Open, Saint-Pétersbourg                 | Int' Series    | Moquette (int.) | Fernando Verdasco     | 6-2, 6-3                  | Parcours |
| 4  | 01/01/2008 | Qatar ExxonMobil Open, Doha                            | Int' Series    | Dur (ext.)      | Stanislas Wawrinka    | 6-4, 4-6, 6-2             | Parcours |
| 5  | 11/02/2008 | Tournoi de tennis de Marseille, Marseille              | Int' Series    | Dur (int.)      | Mario Ančić           | 6-3, 6-4                  | Parcours |
| 6  | 03/08/2008 | Western & Southern Financial Group Masters, Cincinnati | Masters Series | Dur (ext.)      | Novak Djokovic        | 7-64, 7-65                | Parcours |
| 7  | 13/10/2008 | Mutua Madrileña Masters Madrid, Madrid                 | Masters Series | Dur (int.)      | Gilles Simon          | 6-4, 7-66                 | Parcours |
| 8  | 26/10/2008 | St. Petersburg Open, Saint-Pétersbourg                 | Int' Series    | Dur (int.)      | Andrey Golubev        | 6-1, 6-1                  | Parcours |
| 9  | 10/01/2009 | Qatar ExxonMobil Open, Doha                            | ATP 250        | Dur (ext.)      | Andy Roddick          | 6-4, 6-2                  | Parcours |
| 10 | 09/02/2009 | ABN AMRO World Tennis Tournament, Rotterdam            | ATP 500        | Dur (int.)      | Rafael Nadal          | 6-3, 4-6, 6-0             | Parcours |
| 11 | 25/03/2009 | Sony Ericsson Open, Miami                              | Masters 1000   | Dur (ext.)      | Novak Djokovic        | 6-2, 7-5                  | Parcours |
| 12 | 08/06/2009 | AEGON Championships, Londres                           | ATP 250        | Gazon (ext.)    | James Blake           | 7-5, 6-4                  | Parcours |
| 13 | 10/08/2009 | Coupe Rogers, Montréal                                 | Masters 1000   | Dur (ext.)      | Juan Martín del Potro | 64-7, 7-63, 6-1           | Parcours |
| 14 | 02/11/2009 | Valencia Open 500, Valence                             | ATP 500        | Dur (int.)      | Mikhail Youzhny       | 6-3, 6-2                  | Parcours |
| 15 | 09/08/2010 | Rogers Cup, Toronto                                    | Masters 1000   | Dur (ext.)      | Roger Federer         | 7-5, 7-5                  | Parcours |
| 16 | 10/10/2010 | Shanghai Rolex Masters, Shanghai                       | Masters 1000   | Dur (ext.)      | Roger Federer         | 6-3, 6-2                  | Parcours |
| 17 | 06/06/2011 | AEGON Championships, Londres                           | ATP 250        | Gazon (ext.)    | Jo-Wilfried Tsonga    | 3-6, 7-62, 6-4            | Parcours |
| 18 | 15/08/2011 | Western & Southern Open, Cincinnati                    | Masters 1000   | Dur (ext.)      | Novak Djokovic        | 6-4, 3-0 ab.              | Parcours |
| 19 | 26/09/2011 | Thaïland Open, Bangkok                                 | ATP 250        | Dur (int.)      | Donald Young          | 6-2, 6-0                  | Parcours |
| 20 | 02/10/2011 | Rakuten Japan Open Tennis Championships, Tokyo         | ATP 500        | Dur (ext.)      | Rafael Nadal          | 3-6, 6-2, 6-0             | Parcours |
| 21 | 10/10/2011 | Shanghai Rolex Masters, Shanghai                       | Masters 1000   | Dur (ext.)      | David Ferrer          | 7-5, 6-4                  | Parcours |
| 22 | 01/01/2012 | Brisbane International, Brisbane                       | ATP 250        | Dur (ext.)      | Alexandr Dolgopolov   | 6-1, 6-3                  | Parcours |
| 23 | 05/08/2012 | Summer Olympic Games, Wimbledon                        | J. olympiques  | Gazon (ext.)    | Roger Federer         | 6-2, 6-1, 6-4             | Parcours |
| 24 | 27/08/2012 | US Open, Flushing Meadows                              | G. Chelem      | Dur (ext.)      | Novak Djokovic        | 7-610, 7-5, 2-6, 3-6, 6-2 | Parcours |
| 25 | 06/01/2013 | Brisbane International, Brisbane                       | ATP 250        | Dur (ext.)      | Grigor Dimitrov       | 7-60, 6-4                 | Parcours |
| 26 | 31/03/2013 | Sony Open Tennis, Miami                                | Masters 1000   | Dur (ext.)      | David Ferrer          | 2-6, 6-4, 7-61            | Parcours |
| 27 | 10/06/2013 | AEGON Championships, Londres                           | ATP 250        | Gazon (ext.)    | Marin Čilić           | 5-7, 7-5, 6-3             | Parcours |
| 28 | 24/06/2013 | The Championships, Wimbledon                           | G. Chelem      | Gazon (ext.)    | Novak Djokovic        | 6-4, 7-5, 6-4             | Parcours |
| 29 | 22/09/2014 | Shenzhen Open, Shenzhen                                | ATP 250        | Dur (ext.)      | Tommy Robredo         | 5-7, 7-69, 6-1            | Parcours |
| 30 | 13/10/2014 | Erste Bank Open, Vienne                                | ATP 250        | Dur (int.)      | David Ferrer          | 5-7, 6-2, 7-5             | Parcours |
| 31 | 20/10/2014 | Valencia Open 500, Valence                             | ATP 500        | Dur (int.)      | Tommy Robredo         | 3-6, 7-67, 7-68           | Parcours |
| 32 | 27/04/2015 | BMW Open by FWU AG, Munich                             | ATP 250        | Terre (ext.)    | Philipp Kohlschreiber | 7-64,5-7, 7-64            | Parcours |
| 33 | 03/05/2015 | Mutua Madrid Open, Madrid                              | Masters 1000   | Terre (ext.)    | Rafael Nadal          | 6-3, 6-2                  | Parcours |
| 34 | 15/06/2015 | AEGON Championships, Londres                           | ATP 500        | Gazon (ext.)    | Kevin Anderson        | 6-3, 6-4                  | Parcours |
| 35 | 10/08/2015 | Coupe Rogers, Montréal                                 | Masters 1000   | Dur (ext.)      | Novak Djokovic        | 6-4, 4-6, 6-3             | Parcours |
| 36 | 08/05/2016 | Internazionali BNL d'Italia, Rome                      | Masters 1000   | Terre (ext.)    | Novak Djokovic        | 6-3, 6-3                  | Parcours |
| 37 | 13/06/2016 | AEGON Championships, Londres                           | ATP 500        | Gazon (ext.)    | Milos Raonic          | 65-7, 6-3, 6-4            | Parcours |
| 38 | 27/06/2016 | The Championships, Wimbledon                           | G. Chelem      | Gazon (ext.)    | Milos Raonic          | 6-4, 7-63, 7-62           | Parcours |
| 39 | 06/08/2016 | Summer Olympic Games, Rio de Janeiro                   | J. olympiques  | Dur (ext.)      | Juan Martín del Potro | 7-5, 4-6, 6-2, 7-5        | Parcours |
| 40 | 03/10/2016 | China Open, Pékin                                      | ATP 500        | Dur (ext.)      | Grigor Dimitrov       | 6-4, 7-62                 | Parcours |
| 41 | 10/10/2016 | Shanghai Rolex Masters, Shanghai                       | Masters 1000   | Dur (ext.)      | Roberto Bautista-Agut | 7-61, 6-1                 | Parcours |
| 42 | 24/10/2016 | Erste Bank Open, Vienne                                | ATP 500        | Dur (int.)      | Jo-Wilfried Tsonga    | 6-3, 7-66                 | Parcours |
| 43 | 31/10/2016 | BNP Paribas Masters, Paris                             | Masters 1000   | Dur (int.)      | John Isner            | 6-3, 64-7, 6-4            | Parcours |
| 44 | 13/11/2016 | Barclays ATP World Tour Finals, Londres                | Masters        | Dur (int.)      | Novak Djokovic        | 6-3, 6-4                  | Parcours |
| 45 | 27/02/2017 | Dubai Duty Free Tennis Championships, Dubaï            | ATP 500        | Dur (ext.)      | Fernando Verdasco     | 6-3, 6-2                  | Parcours |
| 46 | 14/10/2019 | European Open, Anvers                                  | ATP 250        | Dur (int.)      | Stanislas Wawrinka    | 3-6, 6-4, 6-4             | Parcours |

### Finales en simple (25)
| Catégorie \ Surface | Dur | Terre | Gazon | Synthé | Total |
| Grand Chelem        | 6   | 1     | 1     | —      | 8     |
| Jeux Olympiques     | 0   | —     | 0     | —      | 0     |
| Masters             | 0   | —     | —     | —      | 0     |
| Masters 1000        | 6   | 1     | —     | —      | 7     |
| ATP 500             | 1   | 0     | —     | —      | 1     |
| ATP 250             | 8   | 0     | 1     | 0      | 9     |
| Total               | 21  | 2     | 2     | 0      | 25    |

| No | Date       | Nom et lieu du tournoi                      | Catégorie    | Surface      | Vainqueur         | Score                |          |
| -- | ---------- | ------------------------------------------- | ------------ | ------------ | ----------------- | -------------------- | -------- |
| 1  | 26/09/2005 | Thailand Open, Bangkok                      | Int' Series  | Dur (int.)   | Roger Federer     | 6-3, 7-5             | Parcours |
| 2  | 06/08/2006 | Legg Mason Tennis Classic, Washington       | Int' Series  | Dur (ext.)   | Arnaud Clément    | 7-63, 6-2            | Parcours |
| 3  | 07/01/2007 | Qatar ExxonMobil Open, Doha                 | Int' Series  | Dur (ext.)   | Ivan Ljubičić     | 6-4, 6-4             | Parcours |
| 4  | 07/10/2007 | Tournoi de tennis de Moselle, Metz          | Int' Series  | Dur (int.)   | Tommy Robredo     | 0-6, 6-2, 6-3        | Parcours |
| 5  | 09/09/2008 | US Open, Flushing Meadows                   | G. Chelem    | Dur (ext.)   | Roger Federer     | 6-2, 7-5, 6-2        | Parcours |
| 6  | 12/03/2009 | BNP Paribas Open, Indian Wells              | Masters 1000 | Dur (ext.)   | Rafael Nadal      | 6-1, 6-2             | Parcours |
| 7  | 18/01/2010 | Australian Open, Melbourne                  | G. Chelem    | Dur (ext.)   | Roger Federer     | 6-3, 6-4, 7-611      | Parcours |
| 8  | 26/07/2010 | Farmers Classic, Los Angeles                | ATP 250      | Dur (ext.)   | Sam Querrey       | 5-7, 7-62, 6-3       | Parcours |
| 9  | 17/01/2011 | Australian Open, Melbourne                  | G. Chelem    | Dur (ext.)   | Novak Djokovic    | 6-4, 6-2, 6-3        | Parcours |
| 10 | 03/03/2012 | Dubai Duty Free Tennis Championships, Dubaï | ATP 500      | Dur (ext.)   | Roger Federer     | 7-5, 6-4             | Parcours |
| 11 | 01/04/2012 | Sony Ericsson Open, Miami                   | Masters 1000 | Dur (ext.)   | Novak Djokovic    | 6-1, 7-64            | Parcours |
| 12 | 08/07/2012 | The Championships, Wimbledon                | G. Chelem    | Gazon (ext.) | Roger Federer     | 4-6, 7-5, 6-3, 6-4   | Parcours |
| 13 | 07/10/2012 | Shanghai Rolex Masters, Shanghai            | Masters 1000 | Dur (ext.)   | Novak Djokovic    | 5-7, 7-611, 6-3      | Parcours |
| 14 | 14/01/2013 | Australian Open, Melbourne                  | G. Chelem    | Dur (ext.)   | Novak Djokovic    | 62-7, 7-63, 6-3, 6-2 | Parcours |
| 15 | 19/01/2015 | Australian Open, Melbourne                  | G. Chelem    | Dur (ext.)   | Novak Djokovic    | 7-65, 64-7, 6-3, 6-0 | Parcours |
| 16 | 25/03/2015 | Miami Open presented by Itaú, Miami         | Masters 1000 | Dur (ext.)   | Novak Djokovic    | 7-63, 4-6, 6-0       | Parcours |
| 17 | 02/11/2015 | BNP Paribas Masters, Paris                  | Masters 1000 | Dur (int.)   | Novak Djokovic    | 6-2, 6-4             | Parcours |
| 18 | 18/01/2016 | Australian Open, Melbourne                  | G. Chelem    | Dur (ext.)   | Novak Djokovic    | 6-1, 7-5, 7-63       | Parcours |
| 19 | 01/05/2016 | Mutua Madrid Open, Madrid                   | Masters 1000 | Terre (ext.) | Novak Djokovic    | 6-2, 3-6, 6-3        | Parcours |
| 20 | 22/05/2016 | Roland-Garros, Paris                        | G. Chelem    | Terre (ext.) | Novak Djokovic    | 3-6, 6-1, 6-2, 6-4   | Parcours |
| 21 | 14/08/2016 | Western & Southern Open, Cincinnati         | Masters 1000 | Dur (ext.)   | Marin Čilić       | 6-4, 7-5             | Parcours |
| 22 | 02/01/2017 | Qatar ExxonMobil Open, Doha                 | ATP 250      | Dur (ext.)   | Novak Djokovic    | 6-3, 5-7, 6-4        | Parcours |
| 23 | 10/01/2022 | Sydney International, Sydney                | ATP 250      | Dur (ext.)   | Aslan Karatsev    | 6-3, 6-3             | Parcours |
| 24 | 06/06/2022 | BOSS Open, Stuttgart                        | ATP 250      | Gazon (ext.) | Matteo Berrettini | 6-4, 5-7, 6-3        | Parcours |
| 25 | 20/02/2023 | Qatar ExxonMobil Open, Doha                 | ATP 250      | Dur (ext.)   | Daniil Medvedev   | 6-4, 6-4             | Parcours |

### Titres en double (3)
| No | Date       | Nom et lieu du tournoi                        | Catégorie | Surface      | Partenaire      | Finalistes                     | Score             |          |
| -- | ---------- | --------------------------------------------- | --------- | ------------ | --------------- | ------------------------------ | ----------------- | -------- |
| 1  | 31/10/2010 | Valencia Open Valence                         | ATP 500   | Dur (int.)   | Jamie Murray    | Mahesh Bhupathi Max Mirnyi     | 7-68, 5-7, [10-7] | Parcours |
| 2  | 09/10/2011 | Rakuten Japan Open Tennis Championships Tokyo | ATP 500   | Dur (ext.)   | Jamie Murray    | František Čermák Filip Polášek | 6-1, 6-4          | Parcours |
| 3  | 17/06/2019 | Fever-Tree Championships Londres              | ATP 500   | Gazon (ext.) | Feliciano López | Rajeev Ram Joe Salisbury       | 7-66, 5-7, [10-5] | Parcours |

### Finales en double (2)
| No | Date       | Nom et lieu du tournoi | Catégorie    | Surface    | Vainqueurs                  | Partenaire    | Score            |          |
| -- | ---------- | ---------------------- | ------------ | ---------- | --------------------------- | ------------- | ---------------- | -------- |
| 1  | 01/10/2006 | Thailand Open Bangkok  | Int' Series  | Dur (int.) | Jonathan Erlich Andy Ram    | Jamie Murray  | 6-2, 2-6, [10-4] | Parcours |
| 2  | 05/08/2013 | Coupe Rogers Montréal  | Masters 1000 | Dur (ext.) | Alexander Peya Bruno Soares | Colin Fleming | 6-4, 7-64        | Parcours |

### Finales en double mixte (2)
| No | Date       | Nom et lieu du tournoi        | Catégorie     | Surface      | Vainqueurs                        | Partenaire   | Score            |          |
| -- | ---------- | ----------------------------- | ------------- | ------------ | --------------------------------- | ------------ | ---------------- | -------- |
| 1  | 02/01/2010 | Hyundai Hopman Cup XXII Perth |               | Dur (int.)   | María José Martínez Tommy Robredo | Laura Robson | 2 matchs à 1     | Parcours |
| 2  | 05/08/2012 | Summer Olympic Games Londres  | J. olympiques | Gazon (ext.) | Victoria Azarenka Max Mirnyi      | Laura Robson | 2-6, 6-3, [10-8] | Parcours |

### Finales en Challenger et Future
| Légende                   |
| ------------------------- |
| ATP Challenger Tour (5-1) |
| ITF Futures (5-0)         |

| Résultat  | N° | Date           | Tournoi                               | Surface      | Adversaire               | Score         |
| --------- | -- | -------------- | ------------------------------------- | ------------ | ------------------------ | ------------- |
| Vainqueur | 1. | Septembre 2003 | Future F10, Grande-Bretagne, Glasgow  | Dur (int.)   | Steve Darcis             | 6-3, 3-6, 6-3 |
| Vainqueur | 2. | Août 2004      | Future F1 Espagne, Xàtiva             | Terre battue | Antonio Baldellou-Esteva | 6-2, 6-4      |
| Vainqueur | 3. | Août 2004      | Future F22 Italie, Rome               | Terre battue | Dominique Coene          | 6-0, 6-3      |
| Vainqueur | 4. | Décembre 2004  | Future F34 Espagne, Ourense           | Dur (int.)   | Andis Juška              | 1-6, 6-3, 7-5 |
| Vainqueur | 5. | Décembre 2004  | Future F34A Espagne, Pontevedra       | Dur (int.)   | Nicolas Tourte           | 6-4, 5-7, 7-5 |
| Vainqueur | 1. | Juillet 2005   | Challenger d'Aptos, États-Unis        | Dur (ext.)   | Rajeev Ram               | 6-4, 6-3      |
| Vainqueur | 2. | Août 2005      | Challenger de Binghamton, États-Unis  | Dur (ext.)   | Alejandro Falla          | 7-63, 6-3     |
| Finaliste | -  | Février 2021   | Challenger de Biella, Italie          | Dur (int.)   | Illya Marchenko          | 2-6, 4-6      |
| Vainqueur | 3. | Mai 2023       | Challenger d'Aix-en-Provence, France  | Terre battue | Tommy Paul               | 2-6, 6-1, 6-2 |
| Vainqueur | 4. | Juin 2023      | Challenger de Surbiton, Royaume-Uni   | Gazon        | Jurij Rodionov           | 6-3, 6-2      |
| Vainqueur | 5. | Juin 2023      | Challenger de Nottingham, Royaume-Uni | Gazon        | Arthur Cazaux            | 6-4, 6-4      |

## Parcours dans les tournois duGrand Chelem

### En simple
| Année | Open d'Australie | Open d'Australie | Internationaux de France | Internationaux de France | Wimbledon      | Wimbledon          | US Open         | US Open            |
| ----- | ---------------- | ---------------- | ------------------------ | ------------------------ | -------------- | ------------------ | --------------- | ------------------ |
| 2005  | —                | —                | —                        | —                        | 3e tour (1/16) | David Nalbandian   | 2e tour (1/32)  | Arnaud Clément     |
| 2006  | 1er tour (1/64)  | J. I. Chela      | 1er tour (1/64)          | Gaël Monfils             | 1/8 de finale  | Márcos Baghdatís   | 1/8 de finale   | N. Davydenko       |
| 2007  | 1/8 de finale    | Rafael Nadal     | —                        | —                        | —              | —                  | 3e tour (1/16)  | Lee Hyung-taik     |
| 2008  | 1er tour (1/64)  | J.-W. Tsonga     | 3e tour (1/16)           | Nicolás Almagro          | 1/4 de finale  | Rafael Nadal       | Finale          | Roger Federer      |
| 2009  | 1/8 de finale    | F. Verdasco      | 1/4 de finale            | F. González              | 1/2 finale     | Andy Roddick       | 1/8 de finale   | Marin Čilić        |
| 2010  | Finale           | Roger Federer    | 1/8 de finale            | Tomáš Berdych            | 1/2 finale     | Rafael Nadal       | 3e tour (1/16)  | S. Wawrinka        |
| 2011  | Finale           | Novak Djokovic   | 1/2 finale               | Rafael Nadal             | 1/2 finale     | Rafael Nadal       | 1/2 finale      | Rafael Nadal       |
| 2012  | 1/2 finale       | Novak Djokovic   | 1/4 de finale            | David Ferrer             | Finale         | Roger Federer      | Victoire        | Novak Djokovic     |
| 2013  | Finale           | Novak Djokovic   | —                        | —                        | Victoire       | Novak Djokovic     | 1/4 de finale   | S. Wawrinka        |
| 2014  | 1/4 de finale    | Roger Federer    | 1/2 finale               | Rafael Nadal             | 1/4 de finale  | Grigor Dimitrov    | 1/4 de finale   | Novak Djokovic     |
| 2015  | Finale           | Novak Djokovic   | 1/2 finale               | Novak Djokovic           | 1/2 finale     | Roger Federer      | 1/8 de finale   | Kevin Anderson     |
| 2016  | Finale           | Novak Djokovic   | Finale                   | Novak Djokovic           | Victoire       | Milos Raonic       | 1/4 de finale   | Kei Nishikori      |
| 2017  | 1/8 de finale    | Mischa Zverev    | 1/2 finale               | S. Wawrinka              | 1/4 de finale  | Sam Querrey        | —               | —                  |
| 2018  | —                | —                | —                        | —                        | —              | —                  | 2e tour (1/32)  | F. Verdasco        |
| 2019  | 1er tour (1/64)  | R. Bautista-Agut | —                        | —                        | —              | —                  | —               | —                  |
| 2020  | —                | —                | 1er tour (1/64)          | S. Wawrinka              | Annulé         | Annulé             | 2e tour (1/32)  | F. Auger-Aliassime |
| 2021  | —                | —                | —                        | —                        | 3e tour (1/16) | Denis Shapovalov   | 1er tour (1/64) | Stéfanos Tsitsipás |
| 2022  | 2e tour (1/32)   | Taro Daniel      | —                        | —                        | 2e tour (1/32) | John Isner         | 3e tour (1/16)  | Matteo Berrettini  |
| 2023  | 3e tour (1/16)   | R. Bautista-Agut | —                        | —                        | 2e tour (1/32) | Stéfanos Tsitsipás | 2e tour (1/32)  | Grigor Dimitrov    |
| 2024  | 1er tour (1/64)  | T. M. Etcheverry | 1er tour (1/64)          | S. Wawrinka              | —              | —                  | —               | —                  |

N.B. : à droite du résultat se trouve le nom de l'ultime adversaire.

### En double messieurs
| Année | Open d'Australie                                                                    | Open d'Australie                                                              | Internationaux de France                                                          | Internationaux de France | Wimbledon                                                                                 | Wimbledon | US Open                                                                           | US Open |
| ----- | ----------------------------------------------------------------------------------- | ----------------------------------------------------------------------------- | --------------------------------------------------------------------------------- | ------------------------ | ----------------------------------------------------------------------------------------- | --------- | --------------------------------------------------------------------------------- | ------- |
| 2005  | —                                                                                   | —                                                                             | —                                                                                 | —                        | 1er tour (1/32) D. Sherwood \|\| style="text-align:left;" \| M. Damm M. Hood              | —         | —                                                                                 |         |
| 2006  | 1er tour (1/32) N. Djokovic \|\| style="text-align:left;" \| F. Santoro N. Zimonjić | 2e tour (1/16) J. Auckland \|\| style="text-align:left;" \| B. Bryan M. Bryan | —                                                                                 | —                        | 1er tour (1/32) J. Auckland \|\| style="text-align:left;" \| A. Fisher T. Phillips        |           |                                                                                   |         |
|       |                                                                                     |                                                                               |                                                                                   |                          |                                                                                           |           |                                                                                   |         |
| 2008  | —                                                                                   | —                                                                             | —                                                                                 | —                        | —                                                                                         | —         | 2e tour (1/16) R. Hutchins \|\| style="text-align:left;" \| D. Nestor N. Zimonjić |         |
|       |                                                                                     |                                                                               |                                                                                   |                          |                                                                                           |           |                                                                                   |         |
| 2019  | —                                                                                   | —                                                                             | —                                                                                 | —                        | 2e tour (1/16) P.-H. Herbert \|\| style="text-align:left;" \| Nikola Mektić Franko Škugor | —         | —                                                                                 |         |
|       |                                                                                     |                                                                               |                                                                                   |                          |                                                                                           |           |                                                                                   |         |
| 2024  | —                                                                                   | —                                                                             | 1er tour (1/32) D. Evans \|\| style="text-align:left;" \| S. Báez T. Seyboth Wild |                          |                                                                                           |           |                                                                                   |         |

N.B. : le nom du partenaire se trouve sous le résultat ; le nom des ultimes adversaires se trouve à droite.

### En double mixte
| Année | Open d'Australie | Open d'Australie | Internationaux de France | Internationaux de France | Wimbledon                                                                        | Wimbledon                 | US Open | US Open |
| ----- | ---------------- | ---------------- | ------------------------ | ------------------------ | -------------------------------------------------------------------------------- | ------------------------- | ------- | ------- |
| 2005  | —                | —                | —                        | —                        | 1er tour (1/32) S. Peer                                                          | E. Gagliardi L. A. Ker    | —       | —       |
| 2006  | —                | —                | —                        | —                        | 2e tour (1/16) K. Flipkens                                                       | A.-L. Grönefeld F. Čermák | —       | —       |
|       |                  |                  |                          |                          |                                                                                  |                           |         |         |
| 2019  | —                | —                | —                        | —                        | 3e tour (1/8) S. Williams \|\| style="text-align:left;" \| N. Melichar B. Soares | —                         | —       |         |

N.B. : le nom de la partenaire se trouve sous le résultat ; le nom des ultimes adversaires se trouve à droite.

## Parcours auMasters
| Année | Lieu     | Résultat    | Tour                  | Adversaires                                                              | Victoire / Défaite                | Scores                                                    |
| ----- | -------- | ----------- | --------------------- | ------------------------------------------------------------------------ | --------------------------------- | --------------------------------------------------------- |
| 2008  | Shanghai | Demi-finale | Demi-finale RR RR     | Nikolay Davydenko Andy Roddick Gilles Simon Roger Federer                | Défaite Victoire Victoire         | 5-7, 2-6 6-4, 1-6, 6-1 6-4, 6-2 4-6, 7-63, 7-5            |
| 2009  | Londres  | Round Robin | RR RR RR              | Fernando Verdasco Roger Federer Juan Martín del Potro                    | Victoire Défaite Victoire         | 6-4, 64-7, 7-63 6-3, 3-6, 1-6 6-3, 3-6, 6-2               |
| 2010  | Londres  | Demi-finale | Demi-finale RR RR     | Rafael Nadal David Ferrer Roger Federer Robin Söderling                  | Défaite Victoire Défaite Victoire | 65-7, 6-3, 66-7 6-2, 6-2 4-6, 2-6 6-2, 6-4                |
| 2011  | Londres  | Forfait     | RR                    | David Ferrer                                                             | Défaite                           | 4-6, 5-7                                                  |
| 2012  | Londres  | Demi-finale | Demi-finale RR RR     | Roger Federer Jo-Wilfried Tsonga Novak Djokovic Tomáš Berdych            | Défaite Victoire Défaite Victoire | 65-7, 2-6 6-2, 7-63 6-4, 3-6, 5-7 3-6, 6-3, 6-4           |
| 2013  | Londres  | Forfait     | Forfait               | Forfait                                                                  | Forfait                           | Forfait                                                   |
| 2014  | Londres  | Round Robin | RR RR RR              | Kei Nishikori Milos Raonic Roger Federer                                 | Défaite Victoire Défaite          | 4-6, 4-6 6-3, 7-5 0-6, 1-6                                |
| 2015  | Londres  | Round Robin | RR                    | Stanislas Wawrinka Rafael Nadal David Ferrer                             | Défaite Victoire                  | 64-7, 4-6 4-6, 1-6 6-4, 6-4                               |
| 2016  | Londres  | Vainqueur   | Finale Demi-finale RR | Novak Djokovic Milos Raonic Stanislas Wawrinka Kei Nishikori Marin Čilić | Victoire                          | 6-3, 6-4 5-7, 7-65, 7-69 6-4, 6-2 69-7, 6-4, 6-4 6-3, 6-2 |

## Parcours dans lesMasters 1000

### En simple
| Année | Indian Wells                  | Miami                     | Monte-Carlo               | Rome                     | Hambourg puis Madrid          | Canada                     | Cincinnati               | Madrid puis Shanghai      | Paris                       |
| ----- | ----------------------------- | ------------------------- | ------------------------- | ------------------------ | ----------------------------- | -------------------------- | ------------------------ | ------------------------- | --------------------------- |
| 2005  | —                             | —                         | —                         | —                        | —                             | —                          | 2e tour Marat Safin      | —                         | —                           |
| 2006  | 2e tour N. Davydenko          | 1er tour S. Wawrinka      | 1er tour J.-R. Lisnard    | 1er tour F. Volandri     | 2e tour J. Blake              | 1/2 finale R. Gasquet      | 1/4 de finale A. Roddick | 1/8 de finale N. Djokovic | 1/8 de finale D. Hrbatý     |
| 2007  | 1/2 finale N. Djokovic        | 1/2 finale N. Djokovic    | —                         | 1er tour G. Simon        | 1er tour F. Volandri          | 2e tour F. Fognini         | 1er tour M. Baghdatís    | 1/8 de finale R. Nadal    | 1/4 de finale R. Gasquet    |
| 2008  | 1/8 de finale Tommy Haas      | 2e tour Mario Ančić       | 1/8 de finale N. Djokovic | 2e tour S. Wawrinka      | 1/8 de finale R. Nadal        | 1/2 finale R. Nadal        | Victoire N. Djokovic     | Victoire G. Simon         | 1/4 de finale D. Nalbandian |
| 2009  | Finale R. Nadal               | Victoire N. Djokovic      | 1/2 finale R. Nadal       | 2e tour Juan Mónaco      | 1/4 de finale J. M. del Potro | Victoire J. M. del Potro   | 1/2 finale R. Federer    | —                         | 1/8 de finale R. Štěpánek   |
| 2010  | 1/4 de finale R. Söderling    | 2e tour Mardy Fish        | 2e tour Kohlschreiber     | 1/8 de finale D. Ferrer  | 1/4 de finale D. Ferrer       | Victoire R. Federer        | 1/4 de finale Mardy Fish | Victoire R. Federer       | 1/4 de finale G. Monfils    |
| 2011  | 2e tour D. Young              | 2e tour A. Bogomolov      | 1/2 finale R. Nadal       | 1/2 finale N. Djokovic   | 1/8 de finale T. Bellucci     | 2e tour K. Anderson        | Victoire N. Djokovic     | Victoire D. Ferrer        | 1/4 de finale T. Berdych    |
| 2012  | 2e tour G. García             | Finale N. Djokovic        | 1/4 de finale T. Berdych  | 1/8 de finale R. Gasquet | —                             | 1/8 de finale Forfait      | 1/8 de finale J. Chardy  | Finale N. Djokovic        | 1/8 de finale J. Janowicz   |
| 2013  | 1/4 de finale J. M. del Potro | Victoire D. Ferrer        | 1/8 de finale S. Wawrinka | 2e tour M. Granollers    | 1/4 de finale T. Berdych      | 1/8 de finale E. Gulbis    | 1/4 de finale T. Berdych | —                         | —                           |
| 2014  | 1/8 de finale M. Raonic       | 1/4 de finale N. Djokovic | —                         | 1/4 de finale R. Nadal   | 1/8 de finale S. Giraldo      | 1/4 de finale J.-W. Tsonga | 1/4 de finale R. Federer | 1/8 de finale D. Ferrer   | 1/4 de finale N. Djokovic   |
| 2015  | 1/2 finale N. Djokovic        | Finale N. Djokovic        | —                         | 1/8 de finale Forfait    | Victoire R. Nadal             | Victoire N. Djokovic       | 1/2 finale R. Federer    | 1/2 finale N. Djokovic    | Finale N. Djokovic          |
| 2016  | 3e tour F. Delbonis           | 3e tour G. Dimitrov       | 1/2 finale R. Nadal       | Victoire N. Djokovic     | Finale N. Djokovic            | —                          | Finale Marin Čilić       | Victoire R. Bautista      | Victoire John Isner         |
| 2017  | 2e tour V. Pospisil           | —                         | 1/8 de finale A. Ramos    | 2e tour F. Fognini       | 1/8 de finale Borna Ćorić     | —                          | —                        | —                         | —                           |
| 2018  | —                             | —                         | —                         | —                        | —                             | —                          | 1er tour L. Pouille      | —                         | —                           |
| 2019  | —                             | —                         | —                         | —                        | —                             | —                          | 1er tour R. Gasquet      | 2e tour F. Fognini        | —                           |
| 2020  | n.o.                          | n.o.                      | n.o.                      | —                        | n.o.                          | n.o.                       | 1/8 de finale M. Raonic  | n.o.                      | —                           |
| 2021  | 3e tour A. Zverev             | —                         | —                         | —                        | —                             | —                          | 2e tour H. Hurkacz       | n.o.                      | 1er tour D. Köpfer          |
| 2022  | 2e tour A. Bublik             | 2e tour D. Medvedev       | —                         | —                        | 1/8 de finale Forfait         | 1er tour T. Fritz          | 2e tour C. Norrie        | n.o.                      | 1er tour G. Simon           |
| 2023  | 3e tour J. Draper             | 1er tour D. Lajović       | 1er tour A. de Minaur     | 1er tour F. Fognini      | 1er tour A. Vavassori         | 1/8 de finale J. Sinner    | —                        | 1er tour R. Safiullin     | 1er tour A. de Minaur       |
| 2024  | 2e tour A. Rublev             | 3e tour T. Macháč         | —                         | —                        | —                             | —                          | —                        | —                         | —                           |

N.B. : sous le résultat se trouve le nom de l’ultime adversaire.

### En double
| Année | Indian Wells                                                                 | Indian Wells                                                                 | Miami                            | Miami                                                                         | Monte-Carlo                                                            | Monte-Carlo                                                                | Rome                                                                     | Rome                                                                | Hambourg puis Madrid                                                            | Hambourg puis Madrid                                                  | Canada                                                             | Canada                                                              | Cincinnati                                                             | Cincinnati | Madrid puis Shanghai                                                 | Madrid puis Shanghai | Paris | Paris |
| ----- | ---------------------------------------------------------------------------- | ---------------------------------------------------------------------------- | -------------------------------- | ----------------------------------------------------------------------------- | ---------------------------------------------------------------------- | -------------------------------------------------------------------------- | ------------------------------------------------------------------------ | ------------------------------------------------------------------- | ------------------------------------------------------------------------------- | --------------------------------------------------------------------- | ------------------------------------------------------------------ | ------------------------------------------------------------------- | ---------------------------------------------------------------------- | ---------- | -------------------------------------------------------------------- | -------------------- | ----- | ----- |
| 2006  | —                                                                            | —                                                                            | —                                | —                                                                             | 1/8 de finale Henman \|\| style="text-align:left;" \| Santoro Zimonjić | —                                                                          | —                                                                        | —                                                                   | —                                                                               | —                                                                     | —                                                                  | —                                                                   | —                                                                      | —          | —                                                                    | —                    | —     |       |
| 2007  | 1/4 de finale Henman \|\| style="text-align:left;" \| Björkman Mirnyi        | —                                                                            | —                                | 1er tour (1/16) Murray \|\| style="text-align:left;" \| Fyrstenberg Matkowski | —                                                                      | —                                                                          | —                                                                        | —                                                                   | —                                                                               | —                                                                     | —                                                                  | —                                                                   | —                                                                      | —          | 1er tour (1/16) Murray \|\| style="text-align:left;" \| Kerr Sá      |                      |       |       |
| 2008  | 1/8 de finale Butorac \|\| style="text-align:left;" \| Gasquet Lindstedt     | —                                                                            | —                                | —                                                                             | —                                                                      | —                                                                          | —                                                                        | —                                                                   | —                                                                               | 1/8 de finale Murray \|\| style="text-align:left;" \| Nestor Zimonjić | —                                                                  | —                                                                   | 1er tour (1/16) Murray \|\| style="text-align:left;" \| Clément Llodra | —          | —                                                                    |                      |       |       |
| 2009  | 1/4 de finale Hutchins \|\| style="text-align:left;" \| Mirnyi Ram           | —                                                                            | —                                | —                                                                             | —                                                                      | 1er tour (1/16) Hutchins \|\| style="text-align:left;" \| Benneteau Tsonga | —                                                                        | —                                                                   | 1er tour (1/16) Hutchins \|\| style="text-align:left;" \| Coetzee Melzer        | —                                                                     | —                                                                  | —                                                                   | —                                                                      | —          | —                                                                    |                      |       |       |
| 2010  | 1er tour (1/16) Hutchins \|\| style="text-align:left;" \| Blake Roddick      | —                                                                            | —                                | 1/8 de finale Hutchins \|\| style="text-align:left;" \| Bryan                 | —                                                                      | —                                                                          | —                                                                        | —                                                                   | 1er tour (1/16) Hutchins \|\| style="text-align:left;" \| Kohlschreiber Monfils | —                                                                     | —                                                                  | —                                                                   | —                                                                      | —          | —                                                                    |                      |       |       |
| 2011  | 1/4 de finale Murray \|\| style="text-align:left;" \| Dolgopolov Malisse     | 1er tour (1/16) Djokovic \|\| style="text-align:left;" \| Stakhovsky Youzhny | —                                | —                                                                             | —                                                                      | —                                                                          | 1er tour (1/16) Murray \|\| style="text-align:left;" \| Granollers López | 1/4 de finale Murray \|\| style="text-align:left;" \| Berdych Mayer | —                                                                               | —                                                                     | —                                                                  | —                                                                   | 1/8 de finale Hutchins \|\| style="text-align:left;" \| Marach Peya    |            |                                                                      |                      |       |       |
| 2012  | 1/8 de finale Murray \|\| style="text-align:left;" \| Mirnyi Nestor          | —                                                                            | —                                | 1/8 de finale Murray \|\| style="text-align:left;" \| Bryan                   | —                                                                      | —                                                                          | —                                                                        | —                                                                   | —                                                                               | —                                                                     | —                                                                  | —                                                                   | —                                                                      | —          | —                                                                    | —                    |       |       |
| 2013  | 1/8 de finale Murray \|\| style="text-align:left;" \| Huey Janowicz          | —                                                                            | —                                | —                                                                             | —                                                                      | —                                                                          | —                                                                        | —                                                                   | —                                                                               | Finale Fleming                                                        | Peya Soares                                                        | —                                                                   | —                                                                      | —          | —                                                                    | —                    | —     |       |
| 2014  | 1/8 de finale Marray \|\| style="text-align:left;" \| Peya Soares            | —                                                                            | —                                | —                                                                             | —                                                                      | —                                                                          | —                                                                        | —                                                                   | —                                                                               | —                                                                     | —                                                                  | —                                                                   | —                                                                      | —          | —                                                                    | —                    | —     |       |
| 2015  | 1/8 de finale Kokkinakis \|\| style="text-align:left;" \| Matkowski Zimonjić | —                                                                            | —                                | —                                                                             | —                                                                      | —                                                                          | —                                                                        | —                                                                   | —                                                                               | 1/8 de finale Paes \|\| style="text-align:left;" \| J. Murray Peers   | —                                                                  | —                                                                   | —                                                                      | —          | 1er tour (1/16) Fleming \|\| style="text-align:left;" \| Peya Soares |                      |       |       |
| 2016  | 1er tour (1/16) Fleming \|\| style="text-align:left;" \| Isner Raonic        | —                                                                            | —                                | 1/4 de finale Inglot \|\| style="text-align:left;" \| Herbert Mahut           | —                                                                      | —                                                                          | —                                                                        | —                                                                   | —                                                                               | —                                                                     | —                                                                  | —                                                                   | —                                                                      | —          | —                                                                    | —                    |       |       |
| 2017  | 1/8 de finale Evans \|\| style="text-align:left;" \| Rojer Tecău             | —                                                                            | —                                | —                                                                             | —                                                                      | —                                                                          | —                                                                        | —                                                                   | —                                                                               | —                                                                     | —                                                                  | —                                                                   | —                                                                      | —          | —                                                                    | —                    | —     |       |
|       |                                                                              |                                                                              |                                  |                                                                               |                                                                        |                                                                            |                                                                          |                                                                     |                                                                                 |                                                                       |                                                                    |                                                                     |                                                                        |            |                                                                      |                      |       |       |
| 2019  | —                                                                            | —                                                                            | —                                | —                                                                             | —                                                                      | —                                                                          | —                                                                        | —                                                                   | —                                                                               | —                                                                     | 1/8 de finale López \|\| style="text-align:left;" \| Chardy Martin | 1/4 de finale López \|\| style="text-align:left;" \| Murray Skupski | —                                                                      | —          | —                                                                    | —                    |       |       |
|       |                                                                              |                                                                              |                                  |                                                                               |                                                                        |                                                                            |                                                                          |                                                                     |                                                                                 |                                                                       |                                                                    |                                                                     |                                                                        |            |                                                                      |                      |       |       |
| 2021  | —                                                                            | —                                                                            | —                                | —                                                                             | —                                                                      | —                                                                          | 1/8 de finale Broady \|\| style="text-align:left;" \| Krawietz Tecău     | —                                                                   | —                                                                               | —                                                                     | —                                                                  | —                                                                   | —                                                                      | —          | —                                                                    | —                    | —     |       |
|       |                                                                              |                                                                              |                                  |                                                                               |                                                                        |                                                                            |                                                                          |                                                                     |                                                                                 |                                                                       |                                                                    |                                                                     |                                                                        |            |                                                                      |                      |       |       |
| 2024  | —                                                                            | —                                                                            | 1/8 de finale Korda \|\| Forfait | —                                                                             | —                                                                      | —                                                                          | —                                                                        | —                                                                   | —                                                                               | —                                                                     | —                                                                  | —                                                                   | —                                                                      | —          | —                                                                    | —                    | —     |       |

N.B. : le nom du partenaire se trouve sous le résultat ; le nom des ultimes adversaires se trouve à droite.

## Parcours auxJeux olympiques

### En simple
| Année | Lieu           | Surface | Tour                                | Adversaires | Scores                                                                     |
| ----- | -------------- | ------- | ----------------------------------- | --- | -------------------------------------------------------------------------- |
| 2008  | Pékin          | Dur     | 1er tour                            | Battu par Lu Yen-hsun no 73 | 65-7, 4-6                                                                  |
| 2012  | Londres        | Gazon   | 1er tour 2e tour 1/8 1/4 1/2 Finale | Bat Stanislas Wawrinka no 26 Bat Jarkko Nieminen no 41 Bat Márcos Baghdatís no 44 Bat Nicolás Almagro no 12 Bat Novak Djokovic no 2 Bat Roger Federer no 1 | 6-3, 6-3 6-2, 6-4 4-6, 6-1, 6-4 6-4, 6-1 7-5, 7-5 6-2, 6-1, 6-4            |
| 2016  | Rio de Janeiro | Dur     | 1er tour 2e tour 1/8 1/4 1/2 Finale | Bat Viktor Troicki no 35 Bat Juan Mónaco no 107 Bat Fabio Fognini no 40 Bat Steve Johnson no 22 Bat Kei Nishikori no 7 Bat Juan Martín del Potro no 141    | 6-3, 6-2 6-3, 6-1 6-1, 2-6, 6-3 6-0, 4-6, 7-62 6-1, 6-4 7-5, 4-6, 6-2, 7-5 |

### En double messieurs
| Année | Lieu           | Surface | Partenaire   | Tour         | Adversaires                                                                          | Scores                 |
| ----- | -------------- | ------- | ------------ | ------------ | ------------------------------------------------------------------------------------ | ---------------------- |
| 2008  | Pékin          | Dur     | Jamie Murray | 1er tour 1/8 | Battent Daniel Nestor / Frédéric Niemeyer Battus par Arnaud Clément / Michaël Llodra | 4-6, 6-3, 6-4 1-6, 3-6 |
| 2012  | Londres        | Gazon   | Jamie Murray | 1er tour     | Battus par Jürgen Melzer / Alexander Peya                                            | 7-5, 66-7, 5-7         |
| 2016  | Rio de Janeiro | Dur     | Jamie Murray | 1er tour     | Battus par Thomaz Bellucci / André Sá                                                | 64-7, 614-7            |

### En double mixte
| Année | Lieu           | Surface | Partenaire     | Tour                    | Adversaires | Scores                                                                |
| ----- | -------------- | ------- | -------------- | ----------------------- | --- | --------------------------------------------------------------------- |
| 2012  | Londres        | Gazon   | Laura Robson   | 1er tour 1/4 1/2 Finale | Battent Lucie Hradecká / Radek Štěpánek Battent Samantha Stosur / Lleyton Hewitt Battent Sabine Lisicki / Christopher Kas Battus par Victoria Azarenka / Max Mirnyi | 7-5, 67-7, [10-7] 6-3, 3-6, [10-8] 6-1, 67-7, [10-7] 6-2, 3-6, [8-10] |
| 2016  | Rio de Janeiro | Dur     | Heather Watson | 1er tour 1/4            | Battent Carla Suárez Navarro / David Ferrer Battus par Sania Mirza / Rohan Bopanna                                                                                  | 6-3, 6-3 4-6, 4-6                                                     |

## Confrontations avec ses principaux adversaires
Confrontations avec ses principaux adversaires depuis le début de sa carrière professionnelle lors des différents tournois ATP et rencontres de Coupe Davis (membres qui ont déjà intégré le top 10 et qu'il a rencontré au moins 8 fois). Classement par pourcentage de victoires. Mis à jour le 7 mai 2023.
Les joueurs retraités sont en gris.
| Joueur                | Meilleur classement | Confrontations | Victoires | Défaites | Pourcentage de victoires | Dernière confrontation                                  |
| --------------------- | ------------------- | -------------- | --------- | -------- | ------------------------ | ------------------------------------------------------- |
| Rafael Nadal          | 1                   | 24             | 7         | 17       | 29                       | victoire (7-5, 6-4) au Masters de Madrid 2016           |
| Novak Djokovic        | 1                   | 36             | 11        | 25       | 31                       | défaite (3-6, 7-5, 4-6) au tournoi de Doha 2017         |
| Roger Federer         | 1                   | 25             | 11        | 14       | 44                       | défaite (4-6, 66-7) au Masters de Cincinnati 2015       |
| Mardy Fish            | 7                   | 9              | 5         | 4        | 56                       | victoire (6-4, 7-61) au Masters de Cincinnati 2015      |
| Stanislas Wawrinka    | 3                   | 22             | 13        | 9        | 59                       | défaite (4-6, 4-6, 2-6) à Roland-Garros 2024            |
| Nikolay Davydenko     | 3                   | 10             | 6         | 4        | 60                       | victoire (6-1, 6-1, 6-4) à Wimbledon 2012               |
| Janko Tipsarević      | 8                   | 8              | 5         | 3        | 63                       | victoire (4-6, 6-3, 6-4) au Masters de Miami 2012       |
| Márcos Baghdatís      | 8                   | 8              | 5         | 3        | 63                       | victoire (4-6, 6-1, 6-4) aux Jeux olympiques de 2012    |
| Tomáš Berdych         | 4                   | 17             | 11        | 6        | 65                       | victoire (6-3, 6-4) au tournoi de Doha 2017             |
| Richard Gasquet       | 7                   | 13             | 9         | 4        | 69                       | victoire (6-4, 6-4) au Masters de Cincinnati 2021       |
| David Ferrer          | 3                   | 20             | 14        | 6        | 70                       | victoire (6-2, 6-3) au tournoi de Chine 2016            |
| Juan Martín del Potro | 3                   | 10             | 7         | 3        | 70                       | victoire (7-68, 7-5, 6-0) à Roland-Garros 2017          |
| Grigor Dimitrov       | 3                   | 11             | 8         | 3        | 73                       | victoire (6-4, 7-62) au tournoi de Chine 2016           |
| Andy Roddick          | 1                   | 11             | 8         | 3        | 73                       | victoire (6-2, 6-2) au Masters de Paris-Bercy 2011      |
| Milos Raonic          | 3                   | 12             | 9         | 3        | 75                       | victoire (5-7, 7-65, 7-69) au Masters 2016              |
| Tommy Robredo         | 5                   | 8              | 6         | 2        | 75                       | victoire (6-4, 7-5) au Masters du Canada 2015           |
| Kevin Anderson        | 7                   | 8              | 6         | 2        | 75                       | victoire (6-3, 6-2) au Masters de Cincinnati 2016       |
| Radek Štěpánek        | 8                   | 9              | 7         | 2        | 78                       | victoire (3-6, 3-6, 6-0, 6-3, 7-5) à Roland-Garros 2016 |
| Marin Čilić           | 3                   | 15             | 12        | 3        | 80                       | victoire (6-3, 6-2) aux Masters 2016                    |
| Kei Nishikori         | 4                   | 11             | 9         | 2        | 82                       | victoire (2-6, 6-1, 7-60, 6-1) à Roland-Garros 2017     |
| Gilles Simon          | 6                   | 19             | 16        | 3        | 84                       | défaite (6-4, 5-7, 3-6) au Masters de Paris-Bercy 2022  |
| Fernando Verdasco     | 7                   | 16             | 13        | 3        | 87                       | défaite (4-6, 4-6) au tournoi de Shenzen 2018           |
| Jo-Wilfried Tsonga    | 5                   | 16             | 14        | 2        | 88                       | victoire (6-3, 7-66) au tournoi de Vienne 2016          |
| John Isner            | 8                   | 9              | 8         | 1        | 89                       | défaite (4-6, 64-7, 7-63, 4-6) à Wimbledon 2022         |

## Victoires contre le top 10
| Saison    | 2005 | 2006 | 2007 | 2008 | 2009 | 2010 | 2011 | 2012 | 2013 | 2014 | 2015 | 2016 | 2017 | 2018 | 2019 | 2020 | 2021 | 2022 | Total |
| --------- | ---- | ---- | ---- | ---- | ---- | ---- | ---- | ---- | ---- | ---- | ---- | ---- | ---- | ---- | ---- | ---- | ---- | ---- | ----- |
| Victoires | 0    | 4    | 5    | 12   | 14   | 7    | 7    | 12   | 5    | 5    | 12   | 16   | 2    | 0    | 0    | 1    | 2    | 1    | 105   |

## Matchs remarquables

### Victoires sur leno1mondial
Andy Murray a battu 3 fois Rafael Nadal, 4 fois Roger Federer et 5 fois Novak Djokovic pendant qu'ils occupaient la 1re place à l'ATP.
| Légende         |
| Grand Chelem    |
| Jeux olympiques |
| Masters 1000    |
| ATP 500         |

| #   | A.M.  | Date       | Tournoi    | Surface      | Tour        | Joueur         | Score               | Tableau |
| 1re | no 21 | 16/08/2006 | Cincinnati | Dur          | 2e tour     | Roger Federer  | 7-5, 6-4            | Tableau |
| 2e  | no 11 | 03/03/2008 | Dubaï      | Dur          | 1er tour    | Roger Federer  | 6-7, 6-3, 6-4       | Tableau |
| 3e  | no 6  | 05/09/2008 | US Open    | Dur          | Demi-finale | Rafael Nadal   | 6-2, 7-65, 4-6, 6-4 | Tableau |
| 4e  | no 4  | 15/02/2009 | Rotterdam  | Dur (int.)   | Finale      | Rafael Nadal   | 6-3, 4-6, 6-0       | Tableau |
| 5e  | no 4  | 14/08/2010 | Toronto    | Dur          | Demi-finale | Rafael Nadal   | 6-3, 6-4            | Tableau |
| 6e  | no 4  | 21/08/2011 | Cincinnati | Dur          | Finale      | Novak Djokovic | 6-4, 3-0 ab.        | Tableau |
| 7e  | no 4  | 02/03/2012 | Dubaï      | Dur          | Demi-finale | Novak Djokovic | 6-2, 7-5            | Tableau |
| 8e  | no 4  | 05/08/2012 | Wimbledon  | Gazon        | Finale      | Roger Federer  | 6-2, 6-1, 6-4       | Tableau |
| 9e  | no 3  | 13/10/2012 | Shanghai   | Dur          | Demi-finale | Roger Federer  | 6-4, 6-4            | Tableau |
| 10e | no 2  | 07/07/2013 | Wimbledon  | Gazon        | Finale      | Novak Djokovic | 6-4, 7-5, 6-4       | Tableau |
| 11e | no 3  | 16/08/2015 | Montréal   | Dur          | Finale      | Novak Djokovic | 6-4, 4-6, 6-3       | Tableau |
| 12e | no 3  | 15/05/2016 | Rome       | Terre battue | Finale      | Novak Djokovic | 6-3, 6-3            | Tableau |

### Défaites à la1replace
Andy Murray compte 10 défaites en tant que numéro un mondial (contre 10 joueurs distincts). Il a passé 41 semaines au sommet du tennis mondial.
- Du lundi 7 novembre 2016 au dimanche 20 août 2017 soit 10 défaites en 41 semaines.

| Légende         |
| Grand Chelem    |
| Masters         |
| Jeux olympiques |
| Masters 1000    |
| 500 Series      |
| 250 Series      |
| Coupe Davis     |

| #   | Date       | Tournoi          | Surface      | Tour    | #* | ClassT | Joueur               | Score                     | Tableau |
| 1re | 08/01/2017 | Doha             | Dur          | Finale  | 1  | no 2   | Novak Djokovic       | 3-6, 7-5, 4-6             | Tableau |
| 2e  | 22/01/2017 | Open d'Australie | Dur          | 1/8     | 2  | no 50  | Mischa Zverev        | 5-7, 7-5, 2-6, 4-6        | Tableau |
| 3e  | 12/03/2017 | Indian Wells     | Dur          | 2e tour | 3  | no 129 | Vasek Pospisil       | 4-6, 65-7                 | Tableau |
| 4e  | 20/04/2017 | Monte-Carlo      | Terre battue | 1/8     | 4  | no 24  | Albert Ramos-Viñolas | 6-2, 2-6, 5-7             | Tableau |
| 5e  | 29/04/2017 | Barcelone        | Terre battue | 1/2     | 5  | no 9   | Dominic Thiem        | 2-6, 6-3, 4-6             | Tableau |
| 6e  | 11/05/2017 | Madrid           | Terre battue | 1/8     | 6  | no 59  | Borna Ćorić          | 3-6, 3-6                  | Tableau |
| 7e  | 16/05/2017 | Rome             | Terre battue | 2e tour | 7  | no 29  | Fabio Fognini        | 2-6, 4-6                  | Tableau |
| 8e  | 09/06/2017 | Roland Garros    | Terre battue | 1/2     | 8  | no 3   | Stanislas Wawrinka   | 7-66, 3-6, 7-5, 63-7, 1-6 | Tableau |
| 9e  | 20/06/2017 | Queen's          | Gazon        | 1/16    | 9  | no 90  | Jordan Thompson      | 64-7, 2-6                 | Tableau |
| 10e | 12/07/2017 | Wimbledon        | Gazon        | 1/4     | 10 | no 28  | Sam Querrey          | 6-3, 4-6, 7-64, 1-6, 1-6  | Tableau |

### Matchs avec un retournement de situation
Les sets perdus sont en gras.
| Légende      |
| Grand Chelem |
| Coupe Davis  |

| #   | A.M.   | Tournoi               | Surface | Tour            | ClassT | Joueur             | Score                     | Tableau |
| 1er | no 35  | Coupe Davis 2006      | Gazon   | Relegation      | no 662 | Andy Ram           | 2-6, 4-6, 7-5, 6-2, 6-3   | Tableau |
| 2e  | no 12  | Wimbledon 2008        | Gazon   | 1/8 de Finale   | no 8   | Richard Gasquet    | 5-7, 3-6, 7-63, 6-2, 6-4  | Tableau |
| 3e  | no 6   | US Open 2008          | Dur     | 3e tour (1/16)  | no 48  | Jürgen Melzer      | 65-7, 4-6, 7-65, 6-1, 6-3 | Tableau |
| 4e  | no 4   | Roland Garros 2010    | Terre   | 1er tour (1/64) | no 45  | Richard Gasquet    | 4-6, 65-7, 6-4, 6-2, 6-1  | Tableau |
| 5e  | no 4   | Roland Garros 2011    | Terre   | 1/8 de Finale   | no 15  | Viktor Troicki     | 4-6, 4-6, 6-3, 6-2, 7-5   | Tableau |
| 6e  | no 4   | US Open 2011          | Dur     | 2e tour (1/32)  | no 41  | Robin Haase        | 65-7, 2-6, 6-2, 6-0, 6-4  | Tableau |
| 7e  | no 2   | Wimbledon 2013        | Gazon   | 1/4 de Finale   | no 54  | Fernando Verdasco  | 4-6, 3-6, 6-1, 6-4, 7-5   | Tableau |
| 8e  | no 3   | US Open 2015          | Dur     | 2e tour (1/32)  | no 35  | Adrian Mannarino   | 5-7, 4-6, 6-1, 6-3, 6-1   | Tableau |
| 9e  | no 2   | Roland Garros 2016    | Terre   | 1er tour (1/64) | no 128 | Radek Štěpánek     | 3-6, 3-6, 6-0, 6-3, 7-5   | Tableau |
| 10e | no 115 | US Open 2020          | Dur     | 1er tour (1/64) | no 49  | Yoshihito Nishioka | 4-6, 4-6, 7-65, 7-64, 6-4 | Tableau |
| 11e | no 66  | Open d'Australie 2023 | Dur     | 2e tour (1/32)  | no 159 | Thanasi Kokkinakis | 4-6, 64-7, 7-65, 6-3, 7-5 | Tableau |

| Légende      |
| Grand Chelem |

| #   | A.M.   | Tournoi        | Surface | Tour           | ClassT | Joueur           | Score                    | Tableau |
| 1er | no 312 | Wimbledon 2005 | Gazon   | 3e tour (1/16) | no 18  | David Nalbandian | 7-64, 6-1, 0-6, 4-6, 1-6 | Tableau |

### Matchs gagnés après avoir sauvé des balles de match
| #  | Année | Tournoi, lieu                        | Tour     | Surface    | Joueur                | Score                     | Tableau | Résultat  | Balles |
| 1  | 2006  | Newport, Newport                     | 1/32     | Gazon      | Ricardo Mello         | 6-1, 1-6, 7-65            | Tableau | 1/2       | 5      |
| 2  | 2007  | Masters d'Indian Wells, Indian Wells | 1/4      | Dur        | Tommy Haas            | 3-6, 6-3, 7-68            | Tableau | 1/2       | 2      |
| 3  | 2007  | Masters de Miami, Miami              | 1/16     | Dur        | Paul-Henri Mathieu    | 2-6, 7-5, 6-3             | Tableau | 1/2       | 2      |
| 4  | 2007  | Saint-Petersbourg, Saint-Petersbourg | 1/2      | Moquette   | Mikhail Youzhny       | 6-2, 5-7, 7-61            | Tableau | Vainqueur | 1      |
| 5  | 2013  | Masters de Miami, Miami              | Finale   | Dur        | David Ferrer          | 2-6, 6-4, 7-61            | Tableau | Vainqueur | 1      |
| 6  | 2013  | Masters de Cincinnati, Cincinnati    | 1/16     | Dur        | John Isner            | 63-7, 6-4, 7-62           | Tableau | 1/4       | 2      |
| 7  | 2014  | Open de Shenzhen, Shenzhen           | Finale   | Dur        | Tommy Robredo         | 5-7, 69-7, 6-1            | Tableau | Vainqueur | 5      |
| 8  | 2014  | Open de Valence, Valence             | Finale   | Dur (int.) | Tommy Robredo         | 3-6, 7-67, 7-68           | Tableau | Vainqueur | 5      |
| 9  | 2015  | Masters de Cincinnati, Cincinnati    | 1/16     | Dur        | Grigor Dimitrov       | 4-6, 7-63, 7-5            | Tableau | 1/2       | 1      |
| 10 | 2016  | Masters, Londres                     | 1/2      | Dur (int.) | Milos Raonic          | 5-7, 7-65, 7-69           | Tableau | Vainqueur | 1      |
| 11 | 2017  | Open de Dubaï, Dubaï                 | 1/4      | Dur        | Philipp Kohlschreiber | 64-7, 7-618, 6-1          | Tableau | Vainqueur | 7      |
| 12 | 2020  | US Open, New York                    | 1/64     | Dur        | Yoshihito Nishioka    | 4-6, 4-6, 7-65, 7-64, 6-4 | Tableau | 1/32      | 1      |
| 13 | 2021  | Open d'Anvers, Anvers                | 1er tour | Dur (int.) | Frances Tiafoe        | 7-62, 67-7, 7-68          | Tableau | 2e tour   | 2      |
| 14 | 2023  | Open d'Australie, Melbourne          | 1/64     | Dur        | Matteo Berrettini     | 6-3, 6-3, 4-6, 67-7, 7-64 | Tableau | 1/32      | 1      |
| 15 | 2023  | Open de Doha, Doha                   | 1er tour | Dur        | Lorenzo Sonego        | 4-6, 6-1, 7-64            | Tableau | Finale    | 3      |
| 16 | 2023  | Open de Doha, Doha                   | 1/2      | Dur        | Jiří Lehečka          | 6-0, 3-6, 7-66            | Tableau | Finale    | 5      |

### Matchs perdus après avoir eu des balles de match
| # | Année | Tournoi, lieu                    | Tour   | Surface    | Joueur         | Score           | Tableau | Balles |
| 1 | 2008  | Masters de Miami, Miami          | 1/64   | Dur        | Mario Ančić    | 2-6, 6-2, 67-7  | Tableau | 2      |
| 2 | 2010  | Open de Los Angeles, Los Angeles | Finale | Dur        | Sam Querrey    | 7-5, 62-7, 3-6  | Tableau | 1      |
| 3 | 2012  | Open de Tokyo, Tokyo             | 1/2    | Dur        | Milos Raonic   | 3-6, 7-65, 64-7 | Tableau | 2      |
| 4 | 2012  | Masters de Shanghai, Shanghai    | Finale | Dur        | Novak Djokovic | 7-5, 611-7, 3-6 | Tableau | 5      |
| 5 | 2012  | Masters de Paris-Bercy, Paris    | 1/16   | Dur (int.) | Jerzy Janowicz | 7-5, 64-7, 2-6  | Tableau | 1      |
| 6 | 2021  | Masters de Paris-Bercy, Paris    | 1/32   | Dur (int.) | Dominik Köpfer | 4-6, 7-5, 64-7  | Tableau | 7      |

## Classements ATP en fin de saison
| Année          | 2003 | 2004 | 2005 | 2006 | 2007 | 2008 | 2009 | 2010 | 2011 | 2012 | 2013 | 2014 | 2015 | 2016 | 2017 | 2018 | 2019 | 2020 | 2021 | 2022 | 2023 |
| Rang en simple | 546  | 514  | 65   | 17   | 11   | 4    | 4    | 4    | 4    | 3    | 4    | 6    | 2    | 1    | 16   | 260  | 126  | 122  | 134  | 49   | 42   |
| Rang en double | 711  | 1752 | 1422 | 132  | 207  | 220  | 308  | 131  | 68   | 183  | 108  | 332  | 149  | 354  | 544  | –    | 87   | 103  | 191  | –    | 574  |

Source : (en) Classements de Palmarès et statistiques d'Andy Murray sur le site officiel de la Fédération internationale de tennis

## Résumé des gains annuels
Ci-dessous est établi un tableau récapitulatif des gains en tournoi d' Andy Murray (au 31 juillet 2017).

| Année    | Gains en simple | Gains en double | Total gains tournois ($) | Rang |
| -------- | --------------- | --------------- | ------------------------ | ---- |
| 2003     | 5 314           | 2 295           | 7 609                    | 599  |
| 2004     | 5 380           | 0               | 5 380                    | 731  |
| 2005     | 214 870         | 4 620           | 219 490                  | 105  |
| 2006     | 642 670         | 35 132          | 677 802                  | 26   |
| 2007     | 856 930         | 23 975          | 880 905                  | 21   |
| 2008     | 3 679 427       | 26 221          | 3 705 648                | 4    |
| 2009     | 4 397 231       | 23 826          | 4 421 057                | 5    |
| 2010     | 3 966 862       | 79 943          | 4 046 805                | 4    |
| 2011     | 5 088 235       | 91 856          | 5 180 091                | 4    |
| 2012     | 5 684 272       | 23 958          | 5 708 230                | 3    |
| 2013     | 5 366 225       | 49 996          | 5 416 221                | 3    |
| 2014     | 3 904 822       | 13 420          | 3 918 242                | 8    |
| 2015     | 8 215 153       | 30 077          | 8 245 230                | 3    |
| 2016     | 16 327 822      | 21 880          | 16 349 701               | 1    |
| 2017     | 2 071 625       | 21 000          | 2 092 625                | 15   |
| 2018     |                 |                 |                          |      |
| 2019     |                 |                 |                          |      |
| 2020     |                 |                 |                          |      |
| Carrière | 60 359 444      | 448 200         | 60 807 644               | 4    |

## Récompenses
Andy Murray a reçu de nombreux prix au cours de sa carrière, par des instances officielles (ATP) comme officieuses (médias, fondations), en vertu à la fois de ses résultats sportifs et de sa personnalité (fair-play, disponibilité envers les médias).

### Pour ses résultats sportifs
- Distinction ITF World Champion en 2016.
- Prix Joueur de l'année en 2016 par l'ATP lors des ATP Awards.
- Prix BBC de la jeune personnalité sportive de l'année en 2004 ;
- Prix BBC de la personnalité sportive de l'année en 2013, 2015 et 2016 ;
- Laureus World Sports Awards : Révélation internationale de l'année en 2013 ;
- Prix du meilleur sportif et meilleur écossais en 2013 lors des Glenfiddich Spirit of Scotland Awards.

### Pour sa personnalité
- Prix Arthur Ashe (humanitaire de l'année) en 2014 par l'ATP lors des ATP Awards.
- Anobli par la Couronne britannique pour ses services rendus au tennis et pour ses actions de charité en 2016.